# 藤田嘉子
藤田 嘉子（ふじた　よしこ）は、
NHK新潟放送局の元ニュースキャスター。
日本のPRコンサルタント。共同ピーアール総合研究所、主任研究員。

## 人物・来歴等
- 慶應義塾大学 法学部 法律学科卒。
- 新潟県新潟市出身。NHKには平成20年入局。

- おもな担当番組は下記述の新潟ニュース610であったが、東日本大震災の後は放送休止となり、番組内で挨拶することなく退局した。
- 2020年より、CSVを推進するシンクタンク、共同ピーアール総合研究所（PR総研）主任研究員。

## 過去の担当番組
- 新潟ニュース610（2008年4月～2011年3月）
- 新潟ラジオセンター（2008年4月～2011年3月）
- 金曜よるきらっと新潟
- NHKニュースおはよう日本（2009年11月3日放送／新潟県糸魚川市中継など）